# Terpsichore jenmanii
Terpsichore jenmanii là một loài thực vật có mạch trong họ Polypodiaceae. Loài này được (Underw. ex Maxon) A.R. Sm. miêu tả khoa học đầu tiên năm 1993.